# マイク・マーテル
"マッドドッグ" マイク・マーテル（"Mad Dog" Michel Martel、本名：Michel Vigneault、1944年10月 - 1978年6月30日）は、カナダのプロレスラー。ケベック州ケベック・シティー出身のフランス系カナダ人。
元AWA世界ヘビー級王者リック・マーテルの実兄。カナダ各地やプエルトリコを主戦場に、ピエール・マーチンとのタッグチームなどで活動した。

## 来歴
1968年にカナダのオンタリオ地区でデビュー後、カルガリーのスタンピード・レスリングにてダニー・バビッチとのタッグチームで活動。1971年から1973年にかけて、ジョージ・ゴーディエンコ&スーパー・ホークなどのチームを破り、カルガリー版のインターナショナル・タッグ王座を再三獲得した。
1970年代中盤、同じケベック人であるピエール・マーチンとのフランス傭兵ギミックのタッグチーム、ザ・マーセナリーズ（The Mercenaries）を結成。1975年11月には、ザ・コンバット（The Combat）のチーム名でマーチンと共に国際プロレス『ビッグ・ウインター・シリーズ』に初来日。11月3日の後楽園ホールでの開幕戦でグレート草津&マイティ井上からIWA世界タッグ王座を奪取し、11月21日の水沢でのリターンマッチにも勝利して初防衛に成功。12月2日の横浜文化体育館での金網タッグデスマッチによる再度のリターンマッチで草津&井上に奪還されたものの、一時はタイトルの海外流出が危ぶまれた。国際には翌1976年10月の『勇猛シリーズ』にもコンバットとして再来日、王座返り咲きを狙って11月14日の足利と翌15日の愛知県体育館において、草津&井上に2日連続で挑戦している（愛知県体育館大会は金網タッグデスマッチで開催）。同シリーズには実弟のリック・マーテルも初来日していた。
1977年は旧パートナーのダニー・バビッチ（ダニエル・マンテル）と組み、プエルトリコのWWCにてカルロス・コロン&ホセ・リベラなどのチームとタッグ王座を争った。シングルでは1978年上期、古巣のカルガリーでレオ・バークから北米ヘビー級王座を奪取している。
その後、再びマーチンとのコンビで活動していたが、1978年6月30日、プエルトリコのポンセでの試合でインベーダー1号ことホセ・ゴンザレスのパンチを心臓部に受け、試合後に心臓発作を起こし病院に搬送されたものの死去した。33歳没。なお、ホセ・ゴンザレスは1988年にもブルーザー・ブロディ刺殺事件を起こしたが、正当防衛として無罪判決を受けている。

## 獲得タイトル
インターナショナル・レスリング・エンタープライズ
- IWA世界タッグ王座：1回（w / ピエール・マーチン）[3]

ワールド・レスリング・カウンシル
- WWC北米タッグ王座：4回（w / ピエール・マーチン、ダニー・バビッチ×3）[7]

スタンピード・レスリング
- スタンピード北米ヘビー級王座：2回[8]
- インターナショナル・タッグ王座（カルガリー版）：4回（w / ダニー・バビッチ×3、ミスター・ヒト）[3]

イースタン・スポーツ・アソシエーション
- ESAマリタイム・タッグ王座：2回（w / ピエール・マーチン）[11]